# أوز (يكباغ)
أوز هي بلدة في مقاطعة يكباغ في ولاية قشقداريا في أوزبكستان.